# Torneo Clausura 2008 Primera División 'A'
El Torneo Clausura 2008 es uno de los dos torneos jugados por temporada. Comenzó el Viernes 11 de enero del 2008. El vigente Campeón Indios de Ciudad Juárez no pudo defender su título ya que ganó la final por el ascenso, y obtuvo el derecho a ascender a la Primera División de México.

## Mecánica del torneo
El torneo de apertura cierra la temporada 2007-2008 del fútbol profesional en México. La liga de Primera División "A" está conformada por veinticuatro equipos que se organizan en dos grupos. La primera fase del torneo enfrenta entre sí a todos los equipos participantes, y avanzan a la liguilla (torneo final a eliminación directa) los cuatro mejores equipos de cada grupo.

### Fase final
- Calificarán los mejores ocho equipos de la tabla general jugando Cuartos de final en el siguiente orden de enfrentamiento, que será el mejor contra el peor equipo

clasificado:
- 1° vs 8°
- 2° vs 7°
- 3° vs 6°
- 4° vs 5°

- En semifinales participarán los cuatro clubes vencedores de cuartos de final, reubicándolos del uno al cuatro, de acuerdo a su mejor posición en la Tabla general de clasificación al término de la jornada 19, enfrentándose 1° vs 4° y 2° vs 3°.

- Disputarán el título de Campeón del Torneo Clausura 2007 los dos clubes vencedores de la fase semifinal.

Todos los partidos de esta fase serán en formato de ida y vuelta, eligiendo siempre el club que haya quedado mejor ubicado en la Tabla general de clasificación el horario de su partido como local.
Este torneo el club que ganara el título obtiene su derecho de ser necesario el juego de ascenso a Primera División Profesional; para que tal juego se pueda efectuar deberá haber un ganador distinto en el Torneo Apertura 2006, en caso de que el campeón vigente lograra ganar dicho campeonato, ascenderá automáticamente sin necesidad de jugar esta serie.

## Equipos participantes
| Entidad Federativa | N.º | Equipos                                 |
| ------------------ | --- | --------------------------------------- |
| Jalisco            | 3   | Académicos, Tapatío y Tecos A           |
| Tamaulipas         | 3   | Correcaminos, Tampico Madero y Tigres B |
| Guanajuato         | 2   | Salamanca y León                        |
| Sinaloa            | 1   | Dorados de Sinaloa                      |
| Puebla             | 1   | Lobos BUAP                              |
| Morelos            | 1   | Pumas Morelos                           |
| Estado de México   | 1   | Atlético Mexiquense                     |
| Veracruz           | 1   | Tiburones Rojos de Coatzacoalcos        |
| Hidalgo            | 1   | Cruz Azul Hidalgo                       |
| Durango            | 1   | Alacranes de Durango                    |
| Chihuahua          | 1   | Indios de Ciudad Juárez                 |
| Querétaro          | 1   | Querétaro                               |
| Michoacán          | 1   | Monarcas Morelia A                      |
| Baja California    | 1   | Tijuana                                 |
| Colima             | 1   | Real Colima                             |
| Chiapas            | 1   | Jaguares de Tapachula                   |
| Ciudad de México   | 1   | Socio Águila                            |
| Nuevo León         | 1   | Rayados A                               |
| Coahuila           | 1   | Santos Laguna A                         |

### Información sobre los equipos
| Equipo                           | Ciudad                                | Estadio                  | Capacidad | Club de Afiliación          |
| -------------------------------- | ------------------------------------- | ------------------------ | --------- | --------------------------- |
| Académicos                       | Tonalá, Jalisco                       | Revolución Mexicana      | 5,000     | Atlas                       |
| Atlético Mexiquense              | Ixtapan de la Sal, Estado de México   | Ixtapan 90               | 4,000     | Toluca                      |
| Correcaminos de la UAT           | Ciudad Victoria, Tamaulipas           | Marte R. Gómez           | 19,000    | Ninguno                     |
| Cruz Azul Hidalgo                | Ciudad Cooperativa Cruz Azul, Hidalgo | 10 de Diciembre          | 17,000    | Cruz Azul                   |
| Dorados                          | Culiacán, Sinaloa                     | Banorte                  | 19,000    | Necaxa                      |
| Durango                          | Durango, Durango                      | Francisco Zarco          | 15,000    | Ninguno                     |
| Indios                           | Ciudad Juárez, Chihuahua              | Olímpico Benito Juárez   | 22,000    | Pachuca                     |
| Jaguares de Tapachula            | Tapachula, Chiapas                    | Víctor Manuel Reyna      | 17,000    | Jaguares de Chiapas         |
| León                             | León, Guanajuato                      | Nou Camp                 | 30,000    | Atlante                     |
| Lobos BUAP                       | Puebla, Puebla                        | Cuauhtémoc               | 42,600    | Puebla                      |
| Monarcas Morelia A               | Morelia, Michoacán                    | Morelos                  | 39,000    | Monarcas Morelia            |
| Pumas Morelos                    | Cuernavaca, Morelos                   | Centenario de Cuernavaca | 14,800    | Pumas UNAM                  |
| Querétaro                        | Santiago de Querétaro, Querétaro      | Corregidora              | 33,000    | Ninguno                     |
| Rayados A                        | Santiago, Nuevo León                  | El Barrial               | 1,000     | Monterrey                   |
| Real Colima                      | Colima, Colima                        | Colima                   | 17,000    | Ninguno                     |
| Salamanca                        | Salamanca, Guanajuato                 | Olímpico Sección 24      | 10,000    | San Luis                    |
| Santos Laguna A                  | Torreón, Coahuila                     | Corona                   | 19,000    | Santos Laguna               |
| Socio Águila                     | Ciudad de México                      | Azteca                   | 114,600   | América                     |
| Tampico Madero                   | Tampico - Ciudad Madero, Tamaulipas   | Tamaulipas               | 20,000    | San Luis                    |
| Tapatío                          | Guadalajara, Jalisco                  | Jalisco                  | 63,000    | Guadalajara                 |
| Tecos A                          | Zapopan, Jalisco                      | Tres de Marzo            | 25,000    | Tecos de la UAG             |
| Tiburones Rojos de Coatzacoalcos | Coatzacoalcos, Veracruz               | Rafael Hernández Ochoa   | 4,800     | Tiburones Rojos de Veracruz |
| Tigres B                         | Reynosa, Tamaulipas                   | Adolfo López Mateos      | 10,000    | Tigres UANL                 |
| Tijuana                          | Tijuana, Baja California              | Caliente                 | 22,000    | Ninguno                     |

## Torneo Regular
La hora corresponde al Centro de México: UTC -6 (UTC -5 en verano)
| Correcaminos          | 0 - 2 | Lobos BUAP          | Marte R. Gómez         | 11 de enero  | 20:30 |
| Real Colima           | 1 - 1 | Tecos A             | Colima                 | 11 de enero  | 20:30 |
| Santos Laguna A       | 0 - 1 | Tijuana             | Corona                 | 12 de enero  | 15:00 |
| Pumas Morelos         | 3 - 0 | Tampico Madero      | Centenario             | 12 de enero  | 15:30 |
| Durango               | 1 - 0 | Tapatío             | Francisco Zarco        | 12 de enero  | 15:30 |
| Rayados A             | 1 - 0 | Socio Águila        | El Barrial             | 13 de enero  | 11:00 |
| Salamanca             | 2 - 1 | Monarcas Morelia A  | Olímpico Sección 24    | 13 de enero  | 12:00 |
| Jaguares de Tapachula | 1 - 0 | Cruz Azul Hidalgo   | Víctor Manuel Reyna    | 13 de enero  | 12:00 |
| Académicos            | 3 - 3 | León                | Revolución Mexicana    | 13 de enero  | 15:00 |
| Tigres B              | 1 - 3 | Coatzacoalcos       | Adolfo López Mateos    | 13 de enero  | 16:00 |
| Dorados               | 1 - 0 | Querétaro           | Banorte                | 30 de enero  | 21:00 |
| Indios                | 0 - 1 | Atlético Mexiquense | Olímpico Benito Juárez | 6 de febrero | 20:00 |

| Tapatío             | 1 - 2 | Santos Laguna A       | Jalisco                | 17 de enero | 12:00 |
| Socio Águila        | 1 - 0 | Correcaminos          | Azteca                 | 18 de enero | 14:00 |
| Monarcas Morelia A  | 2 - 2 | Dorados               | Morelos                | 19 de enero | 15:00 |
| Atlético Mexiquense | 0 - 1 | Jaguares de Tapachula | Ixtapan 90             | 19 de enero | 15:00 |
| Tecos A             | 2 - 1 | Durango               | Tres de Marzo          | 19 de enero | 16:00 |
| Coatzacoalcos       | 3 - 0 | Rayados A             | Rafael Hernández Ochoa | 19 de enero | 16:00 |
| Querétaro           | 3 - 3 | Real Colima           | Corregidora            | 19 de enero | 19:00 |
| Tampico Madero      | 1 - 1 | Indios                | Tamaulipas             | 19 de enero | 21:00 |
| León                | 3 - 1 | Salamanca             | Nou Camp               | 20 de enero | 12:00 |
| Lobos BUAP          | 1 - 2 | Pumas Morelos         | Cuauhtémoc             | 20 de enero | 12:00 |
| Cruz Azul Hidalgo   | 0 - 0 | Tigres B              | 10 de Diciembre        | 20 de enero | 12:00 |
| Tijuana             | 1 - 0 | Académicos            | Caliente               | 20 de enero | 15:00 |

| Pumas Morelos       | 1 - 1 | Socio Águila          | Centenario             | 23 de enero | 15:00 |
| Real Colima         | 1 - 3 | Dorados               | Colima                 | 25 de enero | 20:30 |
| Correcaminos        | 3 - 0 | Coatzacoalcos         | Marte R. Gómez         | 25 de enero | 20:30 |
| Atlético Mexiquense | 1 - 1 | Tampico Madero        | Ixtapan 90             | 26 de enero | 15:00 |
| Durango             | 1 - 2 | Querétaro             | Francisco Zarco        | 26 de enero | 15:30 |
| Rayados A           | 0 - 1 | Cruz Azul Hidalgo     | El Barrial             | 27 de enero | 12:00 |
| Salamanca           | 3 - 2 | Tijuana               | Olímpico Sección 24    | 27 de enero | 12:00 |
| León                | 3 - 1 | Monarcas Morelia A    | Nou Camp               | 27 de enero | 12:00 |
| Indios              | 2 - 2 | Lobos BUAP            | Olímpico Benito Juárez | 27 de enero | 14:00 |
| Académicos          | 0 - 1 | Tapatío               | Revolución Mexicana    | 27 de enero | 15:00 |
| Tigres B            | 2 - 0 | Jaguares de Tapachula | Adolfo López Mateos    | 27 de enero | 16:00 |
| Santos Laguna A     | 1 - 0 | Tecos A               | Corona                 | 27 de enero | 19:00 |

| Socio Águila          | 0 - 0 | Indios              | Azteca                 | 1 de febrero  | 14:00 |
| Lobos BUAP            | 0 - 1 | Atlético Mexiquense | Cuauhtémoc             | 1 de febrero  | 15:00 |
| Tecos A               | 0 - 1 | Académicos          | Tres de Marzo          | 1 de febrero  | 18:30 |
| Monarcas Morelia A    | 1 - 0 | Real Colima         | Morelos                | 2 de febrero  | 15:00 |
| Querétaro             | 2 - 1 | Santos Laguna A     | Corregidora            | 2 de febrero  | 19:00 |
| Dorados               | 4 - 1 | Durango             | Banorte                | 2 de febrero  | 20:00 |
| Jaguares de Tapachula | 4 - 0 | Tampico Madero      | Víctor Manuel Reyna    | 3 de febrero  | 12:00 |
| Tapatío               | 1 - 0 | Salamanca           | Jalisco                | 3 de febrero  | 12:00 |
| Cruz Azul Hidalgo     | 0 - 0 | Correcaminos        | 10 de Diciembre        | 3 de febrero  | 12:00 |
| Tijuana               | 2 - 0 | León                | Caliente               | 3 de febrero  | 15:00 |
| Tigres B              | 1 - 1 | Rayados A           | Adolfo López Mateos    | 3 de febrero  | 16:00 |
| Coatzacoalcos         | 1 - 0 | Pumas Morelos       | Rafael Hernández Ochoa | 26 de febrero | 16:00 |

| Correcaminos        | 1 - 1 | Tigres B              | Marte R. Gómez         | 8 de febrero  | 20:30 |
| Durango             | 2 - 1 | Real Colima           | Francisco Zarco        | 9 de febrero  | 15:30 |
| Tampico Madero      | 0 - 0 | Lobos BUAP            | Tamaulipas             | 9 de febrero  | 21:00 |
| Rayados A           | 2 - 2 | Jaguares de Tapachula | El Barrial             | 10 de febrero | 11:00 |
| Salamanca           | 1 - 1 | Tecos A               | Olímpico Sección 24    | 10 de febrero | 12:00 |
| León                | 1 - 1 | Tapatío               | Nou Camp               | 10 de febrero | 12:00 |
| Atlético Mexiquense | 2 - 1 | Socio Águila          | Ixtapan 90             | 10 de febrero | 12:00 |
| Indios              | 1 - 1 | Coatzacoalcos         | Olímpico Benito Juárez | 10 de febrero | 14:00 |
| Tijuana             | 2 - 0 | Monarcas Morelia A    | Caliente               | 10 de febrero | 15:00 |
| Académicos          | 1 - 2 | Querétaro             | Revolución Mexicana    | 10 de febrero | 15:00 |
| Santos Laguna A     | 0 - 1 | Dorados               | Corona                 | 10 de febrero | 19:00 |
| Pumas Morelos       | 1 - 0 | Cruz Azul Hidalgo     | Centenario             | 12 de marzo   | 15:00 |

| Socio Águila          | 0 - 1 | Tampico Madero      | Azteca                 | 15 de febrero | 15:00 |
| Real Colima           | 0 - 1 | Santos Laguna A     | Colima                 | 15 de febrero | 20:30 |
| Monarcas Morelia A    | 1 - 1 | Durango             | Morelos                | 16 de febrero | 16:00 |
| Coatzacoalcos         | 1 - 0 | Atlético Mexiquense | Rafael Hernández Ochoa | 16 de febrero | 16:00 |
| Tecos A               | 1 - 1 | León                | Tres de Marzo          | 16 de febrero | 16:00 |
| Querétaro             | 1 - 1 | Salamanca           | Corregidora            | 16 de febrero | 19:00 |
| Dorados               | 4 - 0 | Académicos          | Banorte                | 16 de febrero | 20:00 |
| Rayados A             | 2 - 0 | Correcaminos        | El Barrial             | 17 de febrero | 11:00 |
| Jaguares de Tapachula | 0 - 2 | Lobos BUAP          | Víctor Manuel Reyna    | 17 de febrero | 12:00 |
| Tapatío               | 1 - 0 | Tijuana             | Jalisco                | 17 de febrero | 12:00 |
| Cruz Azul Hidalgo     | 1 - 0 | Indios              | 10 de Diciembre        | 17 de febrero | 12:00 |
| Tigres B              | 3 - 2 | Pumas Morelos       | Adolfo López Mateos    | 17 de febrero | 16:00 |

| Pumas Morelos       | 2 - 1 | Rayados A             | Centenario             | 20 de febrero | 15:00 |
| Santos Laguna A     | 1 - 1 | Durango               | Corona                 | 20 de febrero | 15:00 |
| Lobos BUAP          | 2 - 0 | Socio Águila          | Cuauhtémoc             | 20 de febrero | 15:00 |
| Atlético Mexiquense | 2 - 1 | Cruz Azul Hidalgo     | Ixtapan 90             | 20 de febrero | 15:00 |
| Salamanca           | 1 - 1 | Dorados               | Olímpico Sección 24    | 20 de febrero | 15:00 |
| Tijuana             | 4 - 0 | Tecos A               | Caliente               | 20 de febrero | 16:00 |
| Tapatío             | 0 - 0 | Monarcas Morelia A    | Jalisco                | 20 de febrero | 16:00 |
| Académicos          | 0 - 1 | Real Colima           | Revolución Mexicana    | 20 de febrero | 16:00 |
| Correcaminos        | 3 - 1 | Jaguares de Tapachula | Marte R. Gómez         | 20 de febrero | 20:30 |
| León                | 1 - 1 | Querétaro             | Nou Camp               | 20 de febrero | 20:30 |
| Indios              | 3 - 0 | Tigres B              | Olímpico Benito Juárez | 20 de febrero | 21:00 |
| Tampico Madero      | 2 - 1 | Coatzacoalcos         | Tamaulipas             | 20 de febrero | 21:00 |

| Real Colima           | 2 - 1 | Salamanca           | Colima                 | 22 de febrero | 20:30 |
| Monarcas Morelia A    | 4 - 1 | Santos Laguna A     | Morelos                | 23 de febrero | 15:00 |
| Durango               | 5 - 2 | Académicos          | Francisco Zarco        | 23 de febrero | 15:30 |
| Coatzacoalcos         | 0 - 0 | Lobos BUAP          | Rafael Hernández Ochoa | 23 de febrero | 16:00 |
| Querétaro             | 3 - 1 | Tijuana             | Corregidora            | 23 de febrero | 19:00 |
| Correcaminos          | 2 - 0 | Pumas Morelos       | Marte R. Gómez         | 23 de febrero | 19:30 |
| Dorados               | 3 - 2 | León                | Banorte                | 23 de febrero | 20:00 |
| Rayados A             | 0 - 0 | Indios              | El Barrial             | 24 de febrero | 11:00 |
| Jaguares de Tapachula | 0 - 1 | Socio Águila        | Víctor Manuel Reyna    | 24 de febrero | 12:00 |
| Cruz Azul Hidalgo     | 4 - 2 | Tampico Madero      | 10 de Diciembre        | 24 de febrero | 12:00 |
| Tigres B              | 0 - 1 | Atlético Mexiquense | Adolfo López Mateos    | 24 de febrero | 16:00 |
| Tecos A               | 0 - 2 | Tapatío             | Tres de Marzo          | 26 de febrero | 18:30 |

| Atlético Mexiquense | 2 - 2 | Rayados A             | Ixtapan 90             | 1 de marzo | 15:00 |
| Pumas Morelos       | 4 - 1 | Jaguares de Tapachula | Centenario             | 1 de marzo | 15:00 |
| Tecos A             | 2 - 0 | Monarcas Morelia A    | Tres de Marzo          | 1 de marzo | 16:00 |
| Tampico Madero      | 0 - 0 | Tigres B              | Tamaulipas             | 1 de marzo | 21:00 |
| Salamanca           | 1 - 2 | Durango               | Olímpico Sección 24    | 2 de marzo | 12:00 |
| Lobos BUAP          | 3 - 0 | Cruz Azul Hidalgo     | Cuauhtémoc             | 2 de marzo | 12:00 |
| León                | 2 - 2 | Real Colima           | Nou Camp               | 2 de marzo | 12:00 |
| Tapatío             | 3 - 2 | Querétaro             | Jalisco                | 2 de marzo | 12:00 |
| Académicos          | 4 - 2 | Santos Laguna A       | Revolución Mexicana    | 2 de marzo | 12:00 |
| Indios              | 3 - 2 | Correcaminos          | Olímpico Benito Juárez | 2 de marzo | 14:00 |
| Socio Águila        | 0 - 1 | Coatzacoalcos         | Azteca                 | 2 de marzo | 14:00 |
| Tijuana             | 0 - 0 | Dorados               | Caliente               | 2 de marzo | 15:00 |

| Real Colima           | 0 - 3 | Tijuana             | Colima              | 7 de marzo | 20:30 |
| Correcaminos          | 0 - 0 | Atlético Mexiquense | Marte R. Gómez      | 7 de marzo | 20:30 |
| Santos Laguna A       | 0 - 1 | Salamanca           | Corona              | 8 de marzo | 15:00 |
| Pumas Morelos         | 1 - 1 | Indios              | Centenario          | 8 de marzo | 15:00 |
| Durango               | 1 - 1 | León                | Francisco Zarco     | 8 de marzo | 15:30 |
| Querétaro             | 0 - 2 | Tecos A             | Corregidora         | 8 de marzo | 19:00 |
| Dorados               | 0 - 0 | Tapatío             | Banorte             | 8 de marzo | 20:00 |
| Rayados A             | 3 - 3 | Tampico Madero      | El Barrial          | 9 de marzo | 11:00 |
| Académicos            | 1 - 1 | Monarcas Morelia A  | Revolución Mexicana | 9 de marzo | 12:00 |
| Cruz Azul Hidalgo     | 0 - 1 | Socio Águila        | 10 de Diciembre     | 9 de marzo | 12:00 |
| Jaguares de Tapachula | 1 - 1 | Coatzacoalcos       | Víctor Manuel Reyna | 9 de marzo | 12:00 |
| Tigres B              | 2 - 0 | Lobos BUAP          | Adolfo López Mateos | 9 de marzo | 16:00 |

| Socio Águila        | 1 - 2 | Tigres B              | Azteca                 | 14 de marzo | 14:00 |
| Atlético Mexiquense | 4 - 0 | Pumas Morelos         | Ixtapan 90             | 15 de marzo | 15:00 |
| Coatzacoalcos       | 1 - 1 | Cruz Azul Hidalgo     | Rafael Hernández Ochoa | 15 de marzo | 16:00 |
| Tecos A             | 1 - 0 | Dorados               | Tres de Marzo          | 15 de marzo | 16:00 |
| Monarcas Morelia A  | 3 - 0 | Querétaro             | Morelos                | 15 de marzo | 16:00 |
| Indios              | 1 - 1 | Jaguares de Tapachula | Olímpico Benito Juárez | 15 de marzo | 20:00 |
| Tampico Madero      | 2 - 1 | Correcaminos          | Tamaulipas             | 15 de marzo | 21:00 |
| Salamanca           | 2 - 1 | Académicos            | Olímpico Sección 24    | 16 de marzo | 12:00 |
| León                | 3 - 1 | Santos Laguna A       | Nou Camp               | 16 de marzo | 12:00 |
| Lobos BUAP          | 1 - 2 | Rayados A             | Cuauhtémoc             | 16 de marzo | 12:00 |
| Tapatío             | 1 - 2 | Real Colima           | Jalisco                | 16 de marzo | 12:00 |
| Tijuana             | 1 - 2 | Durango               | Caliente               | 16 de marzo | 15:00 |

| Real Colima       | 0 - 2 | Lobos BUAP            | Colima                 | 21 de marzo | 20:30 |
| Durango           | 3 - 0 | Jaguares de Tapachula | Francisco Zarco        | 22 de marzo | 15:30 |
| Coatzacoalcos     | 1 - 0 | Tapatío               | Rafael Hernández Ochoa | 22 de marzo | 16:00 |
| Dorados           | 3 - 0 | Socio Águila          | Banorte                | 22 de marzo | 20:00 |
| Indios            | 5 - 0 | Monarcas Morelia A    | Olímpico Benito Juárez | 22 de marzo | 20:00 |
| Tampico Madero    | 4 - 3 | Querétaro             | Tamaulipas             | 22 de marzo | 21:00 |
| Rayados A         | 1 - 2 | Tecos A               | El Barrial             | 23 de marzo | 11:00 |
| León              | 3 - 0 | Atlético Mexiquense   | Nou Camp               | 23 de marzo | 12:00 |
| Académicos        | 1 - 1 | Pumas Morelos         | Revolución Mexicana    | 23 de marzo | 12:00 |
| Cruz Azul Hidalgo | 2 - 0 | Salamanca             | 10 de Diciembre        | 23 de marzo | 12:00 |
| Tijuana           | 1 - 1 | Correcaminos          | Caliente               | 23 de marzo | 15:00 |
| Tigres B          | 2 - 2 | Santos Laguna A       | Adolfo López Mateos    | 23 de marzo | 16:00 |

| Socio Águila          | 2 - 3 | Tijuana           | Azteca              | 28 de marzo | 14:00 |
| Correcaminos          | 4 - 0 | Durango           | Marte R. Gómez      | 28 de marzo | 20:30 |
| Atlético Mexiquense   | 1 - 2 | Académicos        | Ixtapan 90          | 29 de marzo | 15:00 |
| Pumas Morelos         | 2 - 1 | Real Colima       | Centenario          | 29 de marzo | 15:00 |
| Monarcas Morelia A    | 0 - 0 | Cruz Azul Hidalgo | Morelos             | 29 de marzo | 15:00 |
| Tecos A               | 1 - 3 | Indios            | Tres de Marzo       | 29 de marzo | 16:00 |
| Querétaro             | 0 - 0 | Tigres B          | Corregidora         | 29 de marzo | 19:00 |
| Tapatío               | 1 - 0 | Rayados A         | Jalisco             | 30 de marzo | 12:00 |
| Salamanca             | 0 - 2 | Tampico Madero    | Olímpico Sección 24 | 30 de marzo | 12:00 |
| Lobos BUAP            | 1 - 1 | Dorados           | Cuauhtémoc          | 30 de marzo | 12:00 |
| Jaguares de Tapachula | 0 - 5 | León              | Víctor Manuel Reyna | 30 de marzo | 16:00 |
| Santos Laguna A       | 1 - 2 | Coatzacoalcos     | Corona              | 30 de marzo | 19:00 |

| Real Colima       | 0 - 0 | Atlético Mexiquense   | Colima                 | 4 de abril | 20:30 |
| Durango           | 2 - 0 | Socio Águila          | Francisco Zarco        | 5 de abril | 15:30 |
| Coatzacoalcos     | 1 - 1 | Querétaro             | Rafael Hernández Ochoa | 5 de abril | 16:00 |
| Dorados           | 4 - 1 | Pumas Morelos         | Banorte                | 5 de abril | 20:00 |
| Tampico Madero    | 2 - 0 | Monarcas Morelia A    | Tamaulipas             | 5 de abril | 21:00 |
| Rayados A         | 2 - 2 | Santos Laguna A       | El Barrial             | 6 de abril | 11:00 |
| León              | 3 - 1 | Correcaminos          | Nou Camp               | 6 de abril | 12:00 |
| Cruz Azul Hidalgo | 2 - 1 | Tecos A               | 10 de Diciembre        | 6 de abril | 12:00 |
| Académicos        | 1 - 0 | Jaguares de Tapachula | Revolución Mexicana    | 6 de abril | 12:00 |
| Tijuana           | 0 - 1 | Lobos BUAP            | Caliente               | 6 de abril | 15:00 |
| Tigres B          | 3 - 1 | Salamanca             | Adolfo López Mateos    | 6 de abril | 16:00 |
| Indios            | 5 - 1 | Tapatío               | Olímpico Benito Juárez | 6 de abril | 20:00 |

| Socio Águila          | 2 - 6 | León              | Azteca              | 11 de abril | 14:00 |
| Correcaminos          | 1 - 1 | Académicos        | Marte R. Gómez      | 11 de abril | 20:30 |
| Tapatío               | 1 - 2 | Cruz Azul Hidalgo | Jalisco             | 12 de abril | 12:00 |
| Pumas Morelos         | 2 - 0 | Tijuana           | Centenario          | 12 de abril | 15:00 |
| Monarcas Morelia A    | 0 - 0 | Tigres B          | Morelos             | 12 de abril | 15:00 |
| Atlético Mexiquense   | 0 - 1 | Dorados           | Ixtapan 90          | 12 de abril | 15:00 |
| Tecos A               | 2 - 1 | Tampico Madero    | Tres de Marzo       | 12 de abril | 16:00 |
| Querétaro             | 1 - 4 | Rayados A         | Corregidora         | 12 de abril | 19:00 |
| Salamanca             | 3 - 0 | Coatzacoalcos     | Olímpico Sección 24 | 13 de abril | 12:00 |
| Lobos BUAP            | 1 - 2 | Durango           | Cuauhtémoc          | 13 de abril | 12:00 |
| Jaguares de Tapachula | 1 - 3 | Real Colima       | Víctor Manuel Reyna | 13 de abril | 16:00 |
| Santos Laguna A       | 1 - 2 | Indios            | Corona              | 13 de abril | 20:00 |

| Real Colima       | 0 - 0 | Correcaminos          | Colima                 | 18 de abril | 20:30 |
| Durango           | 1 - 1 | Pumas Morelos         | Francisco Zarco        | 19 de abril | 15:30 |
| Coatzacoalcos     | 3 - 2 | Monarcas Morelia A    | Rafael Hernández Ochoa | 19 de abril | 16:00 |
| Dorados           | 3 - 1 | Jaguares de Tapachula | Banorte                | 19 de abril | 20:00 |
| Indios            | 0 - 0 | Querétaro             | Olímpico Benito Juárez | 19 de abril | 20:00 |
| Tampico Madero    | 1 - 0 | Tapatío               | Tamaulipas             | 19 de abril | 21:00 |
| Rayados A         | 1 - 2 | Salamanca             | El Barrial             | 20 de abril | 11:00 |
| León              | 4 - 3 | Lobos BUAP            | Nou Camp               | 20 de abril | 12:00 |
| Cruz Azul Hidalgo | 4 - 0 | Santos Laguna A       | 10 de Diciembre        | 20 de abril | 12:00 |
| Tijuana           | 1 - 1 | Atlético Mexiquense   | Caliente               | 20 de abril | 15:00 |
| Tigres B          | 1 - 0 | Tecos A               | Adolfo López Mateos    | 20 de abril | 16:00 |
| Socio Águila      | 1 - 0 | Académicos            | Azteca                 | 20 de abril | 19:30 |

| Socio Águila          | 3 - 2 | Real Colima       | Azteca              | 25 de abril | 14:00 |
| Correcaminos          | 3 - 0 | Dorados           | Marte R. Gómez      | 25 de abril | 20:30 |
| Lobos BUAP            | 1 - 0 | Académicos        | Cuauhtémoc          | 26 de abril | 15:00 |
| Atlético Mexiquense   | 1 - 2 | Durango           | Ixtapan 90          | 26 de abril | 15:00 |
| Pumas Morelos         | 0 - 4 | León              | Centenario          | 26 de abril | 15:00 |
| Santos Laguna A       | 0 - 1 | Tampico Madero    | Corona              | 26 de abril | 15:00 |
| Monarcas Morelia A    | 5 - 1 | Rayados A         | Morelos             | 26 de abril | 15:00 |
| Jaguares de Tapachula | 0 - 1 | Tijuana           | Víctor Manuel Reyna | 26 de abril | 15:00 |
| Tecos A               | 1 - 1 | Coatzacoalcos     | Tres de Marzo       | 26 de abril | 16:00 |
| Querétaro             | 2 - 3 | Cruz Azul Hidalgo | Corregidora         | 26 de abril | 19:00 |
| Tapatío               | 0 - 4 | Tigres B          | Jalisco             | 27 de abril | 12:00 |
| Salamanca             | 1 - 0 | Indios            | Olímpico Sección 24 | 27 de abril | 12:00 |

## Grupos

### Grupo 1
| Pos. | Equipo                | Pts. | PJ | G  | E | P  | GF | GC | Dif. | Clasificación                   |
| ---- | --------------------- | ---- | -- | -- | - | -- | -- | -- | ---- | ------------------------------- |
| 1    | Dorados               | 35   | 17 | 10 | 5 | 2  | 31 | 14 | +17  | Cuartos de final de la liguilla |
| 2    | León (C)              | 33   | 17 | 9  | 6 | 2  | 45 | 23 | +22  | Cuartos de final de la liguilla |
| 3    | Durango               | 31   | 17 | 9  | 4 | 4  | 28 | 23 | +5   | Cuartos de final de la liguilla |
| 4    | Tijuana (D)           | 27   | 17 | 8  | 3 | 6  | 23 | 16 | +7   | Descenso de categoría           |
| 5    | Salamanca             | 24   | 17 | 7  | 3 | 7  | 21 | 23 | −2   | Cuartos de final de la liguilla |
| 6    | Tecos UAG 'A'         | 22   | 17 | 6  | 4 | 7  | 17 | 21 | −4   |                                 |
| 7    | Tapatío               | 21   | 17 | 6  | 3 | 8  | 14 | 21 | −7   |                                 |
| 8    | Morelia 'A'           | 18   | 17 | 4  | 6 | 7  | 21 | 25 | −4   |                                 |
| 9    | Querétaro             | 18   | 17 | 4  | 6 | 7  | 23 | 30 | −7   |                                 |
| 10   | Pegaso Real de Colima | 17   | 17 | 4  | 5 | 8  | 19 | 26 | −7   |                                 |
| 11   | Académicos            | 16   | 17 | 4  | 4 | 9  | 18 | 27 | −9   |                                 |
| 12   | Santos Laguna 'A'     | 12   | 17 | 3  | 3 | 11 | 16 | 31 | −15  |                                 |

 Fuente: [cita requerida]
Notas:
1. ↑  Tijuana no se clasificó a liguilla por haber descendido. Su lugar fue ocupado por Salamanca.

### Grupo 2
| Pos. | Equipo                | Pts. | PJ | G | E | P  | GF | GC | Dif. | Clasificación                   |
| ---- | --------------------- | ---- | -- | - | - | -- | -- | -- | ---- | ------------------------------- |
| 1    | TR Coatzacoalcos      | 30   | 17 | 8 | 6 | 3  | 21 | 18 | +3   | Cuartos de final de la liguilla |
| 2    | Tampico Madero        | 29   | 17 | 8 | 5 | 4  | 23 | 23 | 0    | Cuartos de final de la liguilla |
| 3    | Tigres 'B'            | 28   | 17 | 7 | 7 | 3  | 22 | 15 | +7   | Cuartos de final de la liguilla |
| 4    | Cruz Azul Hidalgo     | 28   | 17 | 8 | 4 | 5  | 21 | 15 | +6   | Cuartos de final de la liguilla |
| 5    | Indios                | 26   | 17 | 6 | 8 | 3  | 27 | 14 | +13  |                                 |
| 6    | Lobos BUAP            | 25   | 17 | 7 | 4 | 6  | 22 | 16 | +6   |                                 |
| 7    | Pumas Morelos         | 25   | 17 | 7 | 4 | 6  | 23 | 26 | −3   |                                 |
| 8    | Atlético Mexiquense   | 23   | 17 | 6 | 5 | 6  | 17 | 16 | +1   |                                 |
| 9    | Correcaminos UAT      | 21   | 17 | 5 | 6 | 6  | 23 | 17 | +6   |                                 |
| 10   | Rayados 'A'           | 18   | 17 | 4 | 6 | 7  | 23 | 28 | −5   |                                 |
| 11   | Socio Águila          | 17   | 17 | 5 | 2 | 10 | 14 | 26 | −12  |                                 |
| 12   | Jaguares de Tapachula | 12   | 17 | 3 | 3 | 11 | 14 | 32 | −18  |                                 |

 Fuente: [cita requerida]

## Tabla general
| Pos. | Equipo                | Pts. | PJ | G  | E | P  | GF | GC | Dif. | Clasificación                   |
| ---- | --------------------- | ---- | -- | -- | - | -- | -- | -- | ---- | ------------------------------- |
| 1    | Dorados               | 35   | 17 | 10 | 5 | 2  | 31 | 14 | +17  | Cuartos de final de la liguilla |
| 2    | León (C)              | 33   | 17 | 9  | 6 | 2  | 45 | 23 | +22  | Cuartos de final de la liguilla |
| 3    | Durango               | 31   | 17 | 9  | 4 | 4  | 28 | 23 | +5   | Cuartos de final de la liguilla |
| 4    | TR Coatzacoalcos      | 30   | 17 | 8  | 6 | 3  | 21 | 18 | +3   | Cuartos de final de la liguilla |
| 5    | Tampico Madero        | 29   | 17 | 8  | 5 | 4  | 23 | 23 | 0    | Cuartos de final de la liguilla |
| 6    | Tigres 'B'            | 28   | 17 | 7  | 7 | 3  | 22 | 15 | +7   | Cuartos de final de la liguilla |
| 7    | Cruz Azul Hidalgo     | 28   | 17 | 8  | 4 | 5  | 21 | 15 | +6   | Cuartos de final de la liguilla |
| 8    | Tijuana (D)           | 27   | 17 | 8  | 3 | 6  | 23 | 16 | +7   | Descenso de categoría           |
| 9    | Indios                | 26   | 17 | 6  | 8 | 3  | 27 | 14 | +13  |                                 |
| 10   | Lobos BUAP            | 25   | 17 | 7  | 4 | 6  | 22 | 16 | +6   |                                 |
| 11   | Pumas Morelos         | 25   | 17 | 7  | 4 | 6  | 23 | 26 | −3   |                                 |
| 12   | Salamanca             | 24   | 17 | 7  | 3 | 7  | 21 | 23 | −2   | Cuartos de final de la liguilla |
| 13   | Atlético Mexiquense   | 23   | 17 | 6  | 5 | 6  | 17 | 16 | +1   |                                 |
| 14   | Tecos UAG 'A'         | 22   | 17 | 6  | 4 | 7  | 17 | 21 | −4   |                                 |
| 15   | Correcaminos UAT      | 21   | 17 | 5  | 6 | 6  | 23 | 17 | +6   |                                 |
| 16   | Tapatío               | 21   | 17 | 6  | 3 | 8  | 14 | 21 | −7   |                                 |
| 17   | Morelia 'A'           | 18   | 17 | 4  | 6 | 7  | 21 | 25 | −4   |                                 |
| 18   | Rayados 'A'           | 18   | 17 | 4  | 6 | 7  | 23 | 28 | −5   |                                 |
| 19   | Querétaro             | 18   | 17 | 4  | 6 | 7  | 23 | 30 | −7   |                                 |
| 20   | Pegaso Real de Colima | 17   | 17 | 4  | 5 | 8  | 19 | 26 | −7   |                                 |
| 21   | Socio Águila          | 17   | 17 | 5  | 2 | 10 | 14 | 26 | −12  |                                 |
| 22   | Académicos            | 16   | 17 | 4  | 4 | 9  | 18 | 27 | −9   |                                 |
| 23   | Santos Laguna 'A'     | 12   | 17 | 3  | 3 | 11 | 16 | 31 | −15  |                                 |
| 24   | Jaguares de Tapachula | 12   | 17 | 3  | 3 | 11 | 14 | 32 | −18  |                                 |

 Fuente: [cita requerida]
Notas:
1. ↑  Tijuana no se clasificó a liguilla por haber descendido. Su lugar fue ocupado por Salamanca.

## Tabla de cocientes
| Pos. | Equipo                | A-2005           | C-2006           | A-2006           | C-2007           | A-2007 | C-2008 | Puntos | PJ  | Dif. | Cociente |                       |
| ---- | --------------------- | ---------------- | ---------------- | ---------------- | ---------------- | ------ | ------ | ------ | --- | ---- | -------- | --------------------- |
| 1.   | Dorados               | Primera División | Primera División | 19               | 40               | 35     | 35     | 129    | 68  | +54  | 1.8971   |                       |
| 2.   | León                  | 23               | 30               | 25               | 33               | 40     | 33     | 184    | 106 | +48  | 1.7358   |                       |
| 3.   | Cruz Azul Hidalgo     | 33               | 31               | 33               | 34               | 25     | 28     | 184    | 106 | +43  | 1.7358   |                       |
| 4.   | Correcaminos UAT      | 40               | 35               | 25               | 18               | 36     | 21     | 175    | 106 | +37  | 1.6509   |                       |
| 5.   | Indios                | 32               | 30               | 29               | 23               | 30     | 26     | 170    | 106 | +45  | 1.6038   |                       |
| 6.   | Querétaro             | -                | -                | 31               | 35               | 23     | 18     | 107    | 68  | +17  | 1.5735   |                       |
| 7.   | TR Coatzacoalcos      | 25               | 26               | 26               | 28               | 23     | 30     | 158    | 106 | −3   | 1.4906   |                       |
| 8.   | Salamanca             | 23               | 30               | 33               | 27               | 17     | 24     | 154    | 106 | +7   | 1.4528   |                       |
| 9.   | Tapatío               | 30               | 34               | 20               | 20               | 22     | 21     | 147    | 106 | −16  | 1.3868   |                       |
| 10.  | Real de Colima        | Segunda División | Segunda División | 23               | 29               | 22     | 17     | 91     | 68  | +6   | 1.3382   |                       |
| 11.  | Pumas Morelos         | -                | -                | 23               | 29               | 14     | 25     | 91     | 68  | 0    | 1.3382   |                       |
| 12.  | Tampico Madero        | 26               | 29               | 20               | 14               | 23     | 29     | 141    | 106 | −2   | 1.3302   |                       |
| 13.  | Durango               | 26               | 26               | 27               | 15               | 16     | 31     | 141    | 106 | −5   | 1.3302   |                       |
| 14.  | Lobos BUAP            | 19               | 27               | 23               | 17               | 30     | 25     | 141    | 106 | −15  | 1.3302   |                       |
| 15.  | Tijuana               | 22               | 22               | 20               | 25               | 24     | 27     | 140    | 106 | −8   | 1.3208   | Descenso de categoría |
| 16.  | Rayados 'A'           | 19               | 29               | 21               | 20               | 25     | 18     | 132    | 106 | −7   | 1.2453   |                       |
| 17.  | Tigres 'B'            | 27               | 19               | 15               | 19               | 19     | 28     | 127    | 106 | −24  | 1.1981   |                       |
| 18.  | Académicos            | 32               | 19               | 20               | 10               | 29     | 16     | 126    | 106 | −25  | 1.1887   |                       |
| 19.  | Atlético Mexiquense   | 19               | 27               | 17               | 12               | 27     | 23     | 125    | 106 | −8   | 1.1792   |                       |
| 20.  | Socio Águila          | 18               | 24               | 23               | 26               | 8      | 17     | 116    | 106 | −37  | 1.0943   |                       |
| 21.  | Tecos UAG 'A'         | -                | -                | 20               | 14               | 17     | 22     | 73     | 68  | −18  | 1.0735   |                       |
| 22.  | Morelia 'A'           | Primera División | Primera División | Primera División | Primera División | 17     | 18     | 35     | 34  | −7   | 1.0294   |                       |
| 23.  | Santos Laguna 'A'     | -                | -                | 23               | 16               | 15     | 12     | 66     | 68  | −32  | 0.9706   |                       |
| 24.  | Jaguares de Tapachula | Segunda División | Segunda División | Segunda División | Segunda División | 16     | 12     | 28     | 34  | −30  | 0.8235   |                       |

## Liguilla
|  | Cuartos de final                                                     | Cuartos de final                                                     | Cuartos de final                                                     | Cuartos de final                                                     | Cuartos de final                                                     |   |   | Semifinales                                                  | Semifinales                                                  | Semifinales                                                  | Semifinales                                                  | Semifinales                                                  |  |   | Final                                                | Final                                                | Final                                                | Final                                                | Final                                                |  |
|  | 30 de abril y 1 de mayo de 2008 (ida) 3 y 4 de mayo de 2008 (vuelta) | 30 de abril y 1 de mayo de 2008 (ida) 3 y 4 de mayo de 2008 (vuelta) | 30 de abril y 1 de mayo de 2008 (ida) 3 y 4 de mayo de 2008 (vuelta) | 30 de abril y 1 de mayo de 2008 (ida) 3 y 4 de mayo de 2008 (vuelta) | 30 de abril y 1 de mayo de 2008 (ida) 3 y 4 de mayo de 2008 (vuelta) |   |   | 7 y 8 de mayo de 2008 (ida) 10 y 11 de mayo de 2008 (vuelta) | 7 y 8 de mayo de 2008 (ida) 10 y 11 de mayo de 2008 (vuelta) | 7 y 8 de mayo de 2008 (ida) 10 y 11 de mayo de 2008 (vuelta) | 7 y 8 de mayo de 2008 (ida) 10 y 11 de mayo de 2008 (vuelta) | 7 y 8 de mayo de 2008 (ida) 10 y 11 de mayo de 2008 (vuelta) |  |   | 15 de mayo de 2008 (ida) 18 de mayo de 2008 (vuelta) | 15 de mayo de 2008 (ida) 18 de mayo de 2008 (vuelta) | 15 de mayo de 2008 (ida) 18 de mayo de 2008 (vuelta) | 15 de mayo de 2008 (ida) 18 de mayo de 2008 (vuelta) | 15 de mayo de 2008 (ida) 18 de mayo de 2008 (vuelta) |  |
|  |                                                                      |                                                                      |                                                                      |                                                                      |                                                                      |   |   |                                                              |                                                              |                                                              |                                                              |                                                              |  |   |                                                      |                                                      |                                                      |                                                      |                                                      |  |
|  |                                                                      |                                                                      |                                                                      |                                                                      |                                                                      |   |   |                                                              |                                                              |                                                              |                                                              |                                                              |  |   |                                                      |                                                      |                                                      |                                                      |                                                      |  |
|  | 1                                                                    | Dorados (*)                                                          | 0                                                                    | 1                                                                    | 1                                                                    |   |   |                                                              |                                                              |                                                              |                                                              |                                                              |  |   |                                                      |                                                      |                                                      |                                                      |                                                      |  |
|  | 1                                                                    | Dorados (*)                                                          | 0                                                                    | 1                                                                    | 1                                                                    |   |   |                                                              |                                                              |                                                              |                                                              |                                                              |  |   |                                                      |                                                      |                                                      |                                                      |                                                      |  |
|  | 12                                                                   | Salamanca                                                            | 0                                                                    | 1                                                                    | 1                                                                    |   |   |                                                              |                                                              |                                                              |                                                              |                                                              |  |   |                                                      |                                                      |                                                      |                                                      |                                                      |  |
|  | 12                                                                   | Salamanca                                                            | 0                                                                    | 1                                                                    | 1                                                                    |   | 1 | Dorados                                                      | 0                                                            | 1                                                            | 1                                                            |                                                              |  |   |                                                      |                                                      |                                                      |                                                      |                                                      |  |
|  |                                                                      |                                                                      |                                                                      |                                                                      |                                                                      |   | 1 | Dorados                                                      | 0                                                            | 1                                                            | 1                                                            |                                                              |  |   |                                                      |                                                      |                                                      |                                                      |                                                      |  |
|  |                                                                      |                                                                      | 4                                                                    | TR Coatzacoalcos                                                     | 0                                                                    | 0 | 0 |                                                              |                                                              |                                                              |                                                              |                                                              |  |   |                                                      |                                                      |                                                      |                                                      |                                                      |  |
|  | 4                                                                    | TR Coatzacoalcos                                                     | 4                                                                    | TR Coatzacoalcos                                                     | 0                                                                    | 0 | 0 | 1                                                            | 4                                                            | 5                                                            |                                                              |                                                              |  |   |                                                      |                                                      |                                                      |                                                      |                                                      |  |
|  | 4                                                                    | TR Coatzacoalcos                                                     |                                                                      |                                                                      |                                                                      |   |   |                                                              |                                                              | 5                                                            |                                                              |                                                              |  |   |                                                      |                                                      |                                                      |                                                      |                                                      |  |
|  | 5                                                                    | Tampico Madero                                                       | 0                                                                    | 2                                                                    | 2                                                                    |   |   |                                                              |                                                              |                                                              |                                                              |                                                              |  |   |                                                      |                                                      |                                                      |                                                      |                                                      |  |
|  | 5                                                                    | Tampico Madero                                                       | 0                                                                    | 2                                                                    | 2                                                                    |   |   |                                                              |                                                              |                                                              |                                                              |                                                              |  | 1 | Dorados                                              | 2                                                    | 0                                                    | 2                                                    |                                                      |  |
|  |                                                                      |                                                                      |                                                                      |                                                                      |                                                                      |   |   |                                                              |                                                              |                                                              |                                                              |                                                              |  | 1 | Dorados                                              | 2                                                    | 0                                                    | 2                                                    |                                                      |  |
|  |                                                                      |                                                                      | 2                                                                    | León                                                                 | 2                                                                    | 1 | 3 |                                                              |                                                              |                                                              |                                                              |                                                              |  |   |                                                      |                                                      |                                                      |                                                      |                                                      |  |
|  | 2                                                                    | León                                                                 | 2                                                                    | León                                                                 | 2                                                                    | 1 | 3 | 2                                                            | 1                                                            | 3                                                            |                                                              |                                                              |  |   |                                                      |                                                      |                                                      |                                                      |                                                      |  |
|  | 2                                                                    | León                                                                 |                                                                      |                                                                      |                                                                      |   |   |                                                              |                                                              | 3                                                            |                                                              |                                                              |  |   |                                                      |                                                      |                                                      |                                                      |                                                      |  |
|  | 7                                                                    | Cruz Azul Hidalgo                                                    | 0                                                                    | 1                                                                    | 1                                                                    |   |   |                                                              |                                                              |                                                              |                                                              |                                                              |  |   |                                                      |                                                      |                                                      |                                                      |                                                      |  |
|  | 7                                                                    | Cruz Azul Hidalgo                                                    | 0                                                                    | 1                                                                    | 1                                                                    |   | 2 | León                                                         | 0                                                            | 3                                                            | 3                                                            |                                                              |  |   |                                                      |                                                      |                                                      |                                                      |                                                      |  |
|  |                                                                      |                                                                      |                                                                      |                                                                      |                                                                      |   | 2 | León                                                         | 0                                                            | 3                                                            | 3                                                            |                                                              |  |   |                                                      |                                                      |                                                      |                                                      |                                                      |  |
|  |                                                                      |                                                                      | 3                                                                    | Durango                                                              | 0                                                                    | 2 | 2 |                                                              |                                                              |                                                              |                                                              |                                                              |  |   |                                                      |                                                      |                                                      |                                                      |                                                      |  |
|  | 3                                                                    | Durango (*)                                                          | 3                                                                    | Durango                                                              | 0                                                                    | 2 | 2 | 0                                                            | 0                                                            | 0                                                            |                                                              |                                                              |  |   |                                                      |                                                      |                                                      |                                                      |                                                      |  |
|  | 3                                                                    | Durango (*)                                                          |                                                                      |                                                                      |                                                                      |   |   |                                                              |                                                              | 0                                                            |                                                              |                                                              |  |   |                                                      |                                                      |                                                      |                                                      |                                                      |  |
|  | 6                                                                    | Tigres 'B'                                                           | 0                                                                    | 0                                                                    | 0                                                                    |   |   |                                                              |                                                              |                                                              |                                                              |                                                              |  |   |                                                      |                                                      |                                                      |                                                      |                                                      |  |
|  | 6                                                                    | Tigres 'B'                                                           | 0                                                                    | 0                                                                    | 0                                                                    |   |   |                                                              |                                                              |                                                              |                                                              |                                                              |  |   |                                                      |                                                      |                                                      |                                                      |                                                      |  |
|  |                                                                      |                                                                      |                                                                      |                                                                      |                                                                      |   |   |                                                              |                                                              |                                                              |                                                              |                                                              |  |   |                                                      |                                                      |                                                      |                                                      |                                                      |  |

- (*) Avanza por su posición en la tabla general.

### Cuartos de final
| 30 de abril de 2008, 17:00 | Salamanca | 0:0     | Dorados | Estadio Olímpico sección 24, Salamanca                                  |                                                                         |
|                            |           | Reporte |         | Asistencia: 8,000 espectadores Árbitro(s): Miguel Ángel Solano González | Asistencia: 8,000 espectadores Árbitro(s): Miguel Ángel Solano González |

| 3 de mayo de 2008, 19:00                                                 | Dorados        | 1:1 (1:0) (Global 1:1) | Salamanca       | Estadio Banorte, Culiacán                                             |                                                                       |
|                                                                          | M. Padilla 25' | Reporte                | J. Manrique 54' | Asistencia: 15,000 espectadores Árbitro(s): Miguel Ángel Ortega Rojas | Asistencia: 15,000 espectadores Árbitro(s): Miguel Ángel Ortega Rojas |
| Dorados avanzó a Semifinales por mejor posición en la tabla. Global 1-1. |                |                        |                 |                                                                       |                                                                       |

| 30 de abril de 2008, 21:00 | Tampico Madero | 0:1 (0:1) | Coatzacoalcos    | Estadio Tamaulipas, Tampico - Ciudad Madero                   |                                                               |
|                            |                | Reporte   | A. Domínguez 29' | Asistencia: 18,000 espectadores Árbitro(s): Jorge Macías Romo | Asistencia: 18,000 espectadores Árbitro(s): Jorge Macías Romo |

| 3 de mayo de 2008, 17:00                        | Coatzacoalcos                                       | 4:2 (2:1) (Global 5:2) | Tampico Madero      | Estadio Rafael Hernández Ochoa, Coatzacoalcos                      |                                                                    |
|                                                 | H. Mancilla 5', 17' · A. Arvizu 74' · J. Flores 85' | Reporte                | J. Pardini 24', 52' | Asistencia: 6,000 espectadores Árbitro(s): Ricardo Arellano Nieves | Asistencia: 6,000 espectadores Árbitro(s): Ricardo Arellano Nieves |
| Coatzacoalcos avanzó a Semifinales. Global 5-2. |                                                     |                        |                     |                                                                    |                                                                    |

| 1 de mayo de 2008, 17:00 | Cruz Azul Hidalgo | 0:2 (0:0) | León                           | Estadio 10 de diciembre, Ciudad Cooperativa                          |                                                                      |
|                          |                   | Reporte   | F. Bareiro 77' · M. Romero 89' | Asistencia: 7,000 espectadores Árbitro(s): Julio David Escobar Barba | Asistencia: 7,000 espectadores Árbitro(s): Julio David Escobar Barba |

| 4 de mayo de 2008, 12:00               | León           | 1:1 (0:1) (Global 3:1) | Cruz Azul Hidalgo | Estadio León, León                                                      |                                                                         |
|                                        | J. Almirón 66' | Reporte                | J. Orozco 23'     | Asistencia: 27,000 espectadores Árbitro(s): Miguel Ángel Chacón Viveros | Asistencia: 27,000 espectadores Árbitro(s): Miguel Ángel Chacón Viveros |
| León avanzó a Semifinales. Global 3-1. |                |                        |                   |                                                                         |                                                                         |

| 30 de abril de 2008, 17:45 | Tigres B | 0:0     | Durango | Estadio Adolfo López Mateos, Reynosa                                      |                                                                           |
|                            |          | Reporte |         | Asistencia: 2,500 espectadores Árbitro(s): Antonio Guillermo Ojeda Moreno | Asistencia: 2,500 espectadores Árbitro(s): Antonio Guillermo Ojeda Moreno |

| 3 de mayo de 2008, 15:30                                                 | Durango | 0:0 (Global 0:0) | Tigres B | Estadio Francisco Zarco, Durango                                        |                                                                         |
|                                                                          |         | Reporte          |          | Asistencia: 12,500 espectadores Árbitro(s): Román Rafael Medina Vázquez | Asistencia: 12,500 espectadores Árbitro(s): Román Rafael Medina Vázquez |
| Durango avanzó a Semifinales por mejor posición en la tabla. Global 0-0. |         |                  |          |                                                                         |                                                                         |

### Semifinales
| 7 de mayo de 2008, 17:00 | Coatzacoalcos | 0:0     | Dorados | Estadio Rafael Hernández Ochoa, Coatzacoalcos                        |                                                                      |
|                          |               | Reporte |         | Asistencia: 6,000 espectadores Árbitro(s): Julio David Escobar Barba | Asistencia: 6,000 espectadores Árbitro(s): Julio David Escobar Barba |

| 10 de mayo de 2008, 19:00              | Dorados     | 1:0 (0:0) (Global 1:0) | Coatzacoalcos | Estadio Banorte, Culiacán                                              |                                                                        |
|                                        | M. Gerk 73' | Reporte                |               | Asistencia: 12,000 espectadores Árbitro(s): José Alfredo Peñaloza Soto | Asistencia: 12,000 espectadores Árbitro(s): José Alfredo Peñaloza Soto |
| Dorados avanzó a la Final. Global 1-0. |             |                        |               |                                                                        |                                                                        |

| 8 de mayo de 2008, 15:30 | Durango | 0:0     | León | Estadio Francisco Zarco, Durango                              |                                                               |
|                          |         | Reporte |      | Asistencia: 13,250 espectadores Árbitro(s): Jorge Macías Romo | Asistencia: 13,250 espectadores Árbitro(s): Jorge Macías Romo |

| 11 de mayo de 2008, 12:00           | León                                          | 3:2 (3:1) (Global 3:2) | Durango                        | Estadio León, León                                                |                                                                   |
|                                     | E. Borboa 12' · J. Rojas 14' · J. Almirón 41' | Reporte                | M. Calderón 15' · D. Silva 46' | Asistencia: 33,000 espectadores Árbitro(s): Jaime Herrera Garduño | Asistencia: 33,000 espectadores Árbitro(s): Jaime Herrera Garduño |
| León avanzó a la Final. Global 3-2. |                                               |                        |                                |                                                                   |                                                                   |

### Final
| 14 de mayo de 2008, 20:00 | León                           | 2:2 (0:2) | Dorados                        | Estadio León, León                                                |                                                                   |
|                           | F. Bareiro 49' · M. Romero 50' | Reporte   | A. Polo 25' · D. Henríquez 29' | Asistencia: 33,000 espectadores Árbitro(s): Roberto García Orozco | Asistencia: 33,000 espectadores Árbitro(s): Roberto García Orozco |

| 17 de mayo de 2008, 19:00                          | Dorados | 0:1 (0:0) (Global 2:3) | León           | Estadio Banorte, Culiacán                                           |                                                                     |
|                                                    |         | Reporte                | F. Bareiro 74' | Asistencia: 21,000 espectadores Árbitro(s): Marco Antonio Rodríguez | Asistencia: 21,000 espectadores Árbitro(s): Marco Antonio Rodríguez |
| León campeón del Torneo Clausura 2008. Global 2-3. |         |                        |                |                                                                     |                                                                     |

| Campeón Clausura 2008 |
| --------------------- |
| León (3er título)     |

### Final de Ascenso
Artículo Principal: Final de Ascenso 2007-08
| Predecesor: Apertura 2007 | Liga de Ascenso de México Torneo Clausura 2008 Primera División 'A' | Sucesor: Apertura 2008 |